# Drums of Love
Drums of Love is een Amerikaanse dramafilm uit 1928 onder regie van D.W. Griffith. De film werd destijds in Nederland uitgebracht onder de titel Martelaren der liefde.

## Verhaal
Prinses Emanuella zal trouwen met een hertog uit een buurland om de banden tussen de beide landen te versterken. Als diens broer de prinses komt ophalen, is ze gelijk helemaal weg van hem. Bovendien verneemt ze dat haar aanstaande gemaal een lelijke, onbehouwen bruut is.

## Rolverdeling
| Acteur              | Personage               |
| ------------------- | ----------------------- |
| Mary Philbin        | Prinses Emanuella       |
| Lionel Barrymore    | Hertog Cathos de Alvia  |
| Don Alvarado        | Graaf Leonardo de Alvia |
| Tully Marshall      | Bopi                    |
| William Austin      | Raymond van Boston      |
| Eugenie Besserer    | Hertogin de Alvia       |
| Charles Hill Mailes | Hertog de Granada       |
| Rosemary Cooper     | Meid                    |
| Joyce Coad          | Kleine zus              |